# 1947 en Colombie-Britannique
Chronologie de la Colombie-Britannique
- 1943
- 1944
- 1945
- 1946
- 1947
- 1948
- 1949
- 1950
- 1951

Cette page concerne des événements qui se sont produits durant l'année 1947 dans la province canadienne de Colombie-Britannique.

## Politique

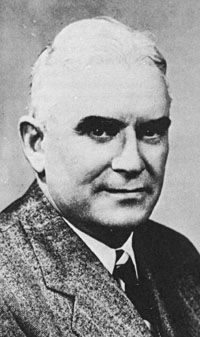
Byron Ingemar Johnson

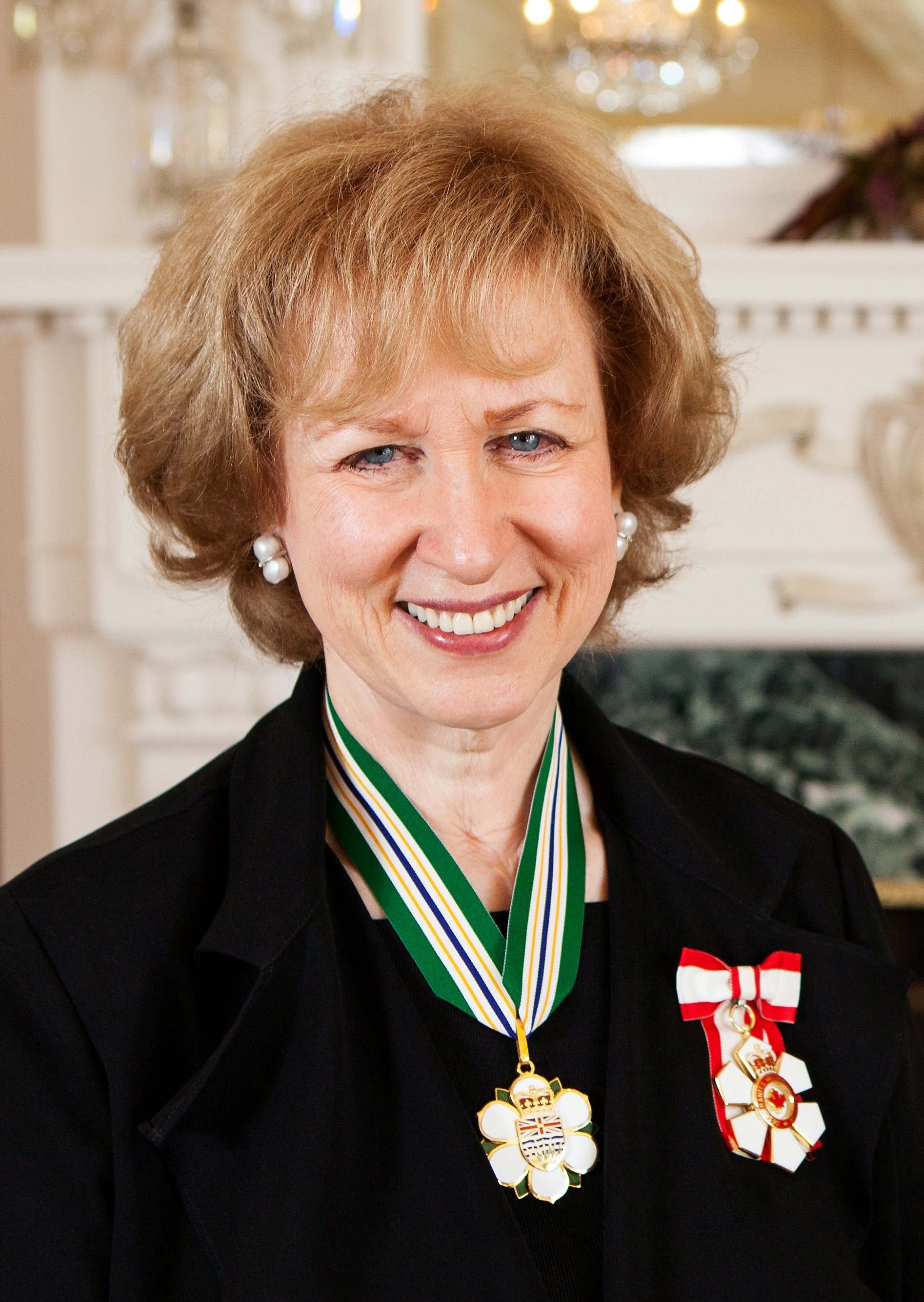
Kim Campbell.

- Premier ministre : John Hart puis Byron Ingemar Johnson.
- Chef de l'Opposition : Harold Winch du Parti social démocratique du Canada
- Lieutenant-gouverneur : Charles Arthur Banks
- Législature :

## Événements
- 29 décembre : Byron Ingemar Johnson devient premier ministre de la Colombie-Britannique.

## Naissances
- Michelle Spring[1], née à Victoria, femme de lettres canadienne, auteure de roman policier.

- 10 mars à Port Alberni : Avril Phaedra Campbell connue sous le nom de  Kim Campbell, avocate et femme d'État canadienne. Elle est première ministre du Canada du 25 juin au 4 novembre 1993, première femme à accéder à la fonction.

- 9 septembre : Ujjal Dosanjh, ancien ministre de la santé et premier ministre de la Colombie-Britannique.